# アメリータ・ガリ＝クルチ

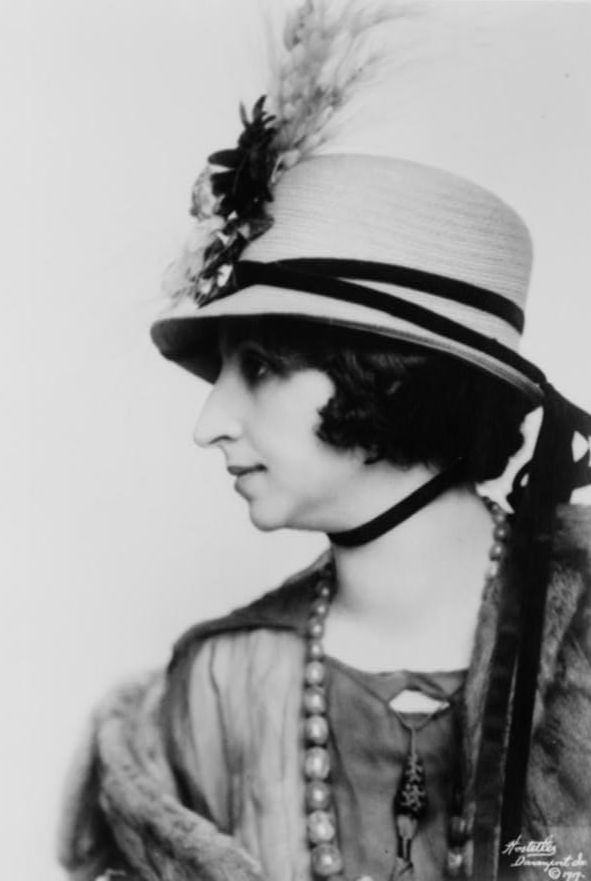
アメリータ・ガリ＝クルチ

アメリータ・ガリ＝クルチ（Amelita Galli-Curci、1882年11月18日 – 1963年11月26日 ）は、イタリアのコロラトゥーラ・ソプラノ。20世紀初頭の最も偉大な女声声楽家の一人に数えられている。旧姓はガッリ（Galli）で、結婚を機に二重姓となり、これを芸名として使い続けた。

## 略歴
ミラノの上位中流階級に生まれ、早くからピアノを学ぶ。祖父の影響で声楽を始め、ピエトロ・マスカーニからも歌手として活動するよう激励される。他人のソプラノ歌手の歌唱を傾聴したり、発声法の書かれた古い教本に目を通したり、歌いながらピアノを練習したりすることで、自らの選択でほとんど独学で声楽を習得した。
1906年、トラーニにおいて《リゴレット》のジルダ役でオペラ歌手としてデビューし、たちまちイタリア全土にその評判を広めた。1908年にルイージ・クルチ侯爵と結婚し、「ガリ＝クルチ」姓に変更した。だが結局は離婚して、1921年に伴奏者のホーマー・サミュエルズと結婚することになった。
ヨーロッパや南アメリカにおいて広く演奏旅行を行なう。1915年にエンリコ・カルーソーとの共演で、《ランメルモールのルチア》のブエノスアイレス公演に2度出演したが、これは彼女が伝説のテノールと共演した唯一の機会となった。1916年にアメリカ合衆国に上陸する。ただし事実上の無名歌手としてであり、したがって滞米期間は短期間の予定であったが、シカゴで《リゴレット》のジルダ役で絶賛され、あまりのその熱狂的な評判に、シカゴ・オペラ・カンパニーに留まることを決心し、1924年まで共演を続けた。やはり1916年には、ビクター社との契約書に署名して、1930年まで同社に積極的な録音を行なった。1921年にニューヨーク・メトロポリタン歌劇場にデビューし、1930年にオペラ界から引退するまでその後も同歌劇場に出演を続けた。
ガリ＝クルチは、インド人の導師（グル）パラマハンサ・ヨガナンダに瞑想法とヨガを師事した。ヨガナンダの著書『永遠からの息吹（Whispers from Eternity ）』（1929年）には、序文を寄せている。
1930年1月に、オペラは死に行く芸術であると確信して舞台上から引退し、その代わりに演奏会場での活動に専念することにする。
1935年には、1929年以来6年ぶりの来日を果たす。日本側の受け入れ会社は、ヴィクター蓄音機会社。これは夫とともに世界観光旅行の途中に立ち寄ったもので、コンサートも開催している。長年、咽喉の問題に悩まされ、1935年には甲状腺腫を摘出してもらうために外科手術を受けている。非常に細心の手術が行われ、術中には局部麻酔が行われた。それでも手術後も声の悩みは尽きなかった。結果的に高音域を歌う能力が喪われたことから、喉頭の神経の一つが、すなわち上喉頭神経の迷走神経が疵付いたと考えられている。この神経は、それ以来「ガリ＝クルチの神経」として知られるようになった。2001年にクルックスとレカベレンが、手術後の当時の報道記事を再検証し、担当医の同僚ならびに近親者にインタビューした結果、ガリ＝クルチの声の衰えは手術の結果によるものではなかったという可能性が非常に高いことを報告している。
1936年に、間違った助言によって、《ラ・ボエーム》のミミ役でシカゴの舞台に復帰するも、歌手生命が終わったことが痛々しいほど明らかとなり、その後いくつかのリサイタルを終えると、完全な引退に追い込まれた。その後は没年までカリフォルニアに過ごし、82歳の誕生日から1週間後に息を引き取った。
画家ヴァイオレット・オークリーの描いたガリ＝クルチの肖像画は、ペンシルベニア州ハリスバーグの米国聖公会主教カウンシル・ネッド2世の個人蔵となっている。

## 出演オペラ
- 《リゴレット》ジルダ
- 《ランメルモールのルチア》ルチア
- 《椿姫》ヴィオレッタ[6]
- 《セビリアの理髪師》ロジーナ[7]
- 《ラ・ボエーム》ミミ[8]
- 《金鶏》シェマハの女王[9]
- 《ロメオとジュリエット》ジュリエット[10]
- 《ディノラ》ディノラ[11]

## エピソード
アニメーション映画『火垂るの墓』の結末に、ガリ＝クルチの歌唱による《埴生の宿》の音源が利用されている。

## 参考資料
- The Last Prima Donnas, by Lanfranco Rasponi, Alfred A Knopf, 1982.  ISBN 0-394-52153-6

## 註
1. ↑    - Ferguson, Charles W. (1930). The New Book of Revelations: The Inside Story of America's Astounding Religious Cults. New York: Doubleday, Doran, & Company, p. 460.
2. ↑  Yogananda, Swami (1929). Whispers from Eternity. Los Angeles: Self-Realization Publishing
3. ↑  Yogananda, Swami. “Online Whispers from Eternity, first edition”. 2008年1月23日閲覧。
4. ↑  「世界的な歌姫再来朝 ガリクルチが4月頃」『東京朝日新聞』昭和10年1月22日2面
5. ↑  Crookes, Peter (2001年4月), Injury to the Superior Laryngeal Branch of the Vagus During Thyroidectomy: Lesson or Myth?, vol. 233(4), Annals of Surgery
6. ↑  La Traviata {110} Metropolitan Opera House: 11/14/1921
7. ↑  Il Barbiere di Siviglia {114} Brooklyn Academy of Music; New York: 01/31/1922
8. ↑  La Bohème {201} Matinee ed. Metropolitan Opera House: 02/23/1923
9. ↑  Cavalleria Rusticana {220} Le Coq d'Or {29} Metropolitan Opera House: 01/21/1924
10. ↑  Roméo et Juliette {130} Metropolitan Opera House: 02/11/1924
11. ↑  Dinorah {3} Metropolitan Opera House: 01/22/1925
12. ↑   http://www.h6.dion.ne.jp/~socrates/galli_curci.html